# A bajnok és a kölyök
A bajnok és a kölyök (eredeti cím: Sidekicks) 1992-ben bemutatott amerikai akcióvígjáték-kalandfilm, melyet Aaron Norris rendezett. A film zenéjét Alan Silvestri szerezte. A főbb szerepekben Jonathan Brandis és Chuck Norris látható.
Németországban 1992. december 17-én, az Amerikai Egyesült Államokban 1993. április 9-én mutatták be a mozikban.

## Cselekmény
Barry Gabrewski problémás, asztmában szenvedő középiskolás fiú, gyakran éri iskolai bántalmazás társaitól. Özvegy édesapjával, Jerryvel él a texasi Houstonban. a magányos Barry folyamatosan arról ábrándozik, hogy Chuck Norris segítőtársa és együtt győzik le a Barry életében negatív szerepet betöltő személyeket – Randy Cellinit, az osztály rémét, Horn edzőt, a harsány és követelődző testneveléstanárt és a fásult Mapes iskolaigazgatót. Noreen Chan, Barry kedvenc tanárnője a bajbajutott hölgy szerepében tűnik fel ezekben a fantáziákban, melyek többsége Chuck Norris filmjeinek paródiája.
Barry szeretne harcművészetet tanulni, de az arrogáns Kelly Stone szenszei, Randy mestere elutasítja gyengesége miatt. Noreen nagybátyja, az étteremtulajdonos, idős kínai Mr. Lee veszi pártfogásába a fiút és tanítja meg kreatív módszerekkel felvenni a harcot iskolai zaklatóival. Gyakorlataival Barry asztmáján is segít és felismerve a fiú rajongását Chuck Norris iránt, olyan feladatokat ad neki, melyek veszélyesnek tűnnek, ezért a fiú hősiesnek érezheti magát, miután teljesítette őket.
Lee jelentkezik egy helyi karateversenyre, Barry és Chan társaságában, de ott négyfős csapatok indulhatnak csak. Noreen meggyőzi a versenyen vendégként résztvevő Norrist, legyen ő a negyedik tag, amit ő szívesen elvállal. Nem csupán rajongóján szeretne segíteni, de Stone szenszei-jel is elintézendő ügyei vannak és alázatra akarja tanítani az öntelt mestert. A torna négy versenyszámból áll: törésgyakorlat, férfi fegyveres formagyakorlat, női kata (formagyakorlat) és szabad küzdelem. Stone csapata megnyeri az első számot, de a másodikban Lee győzedelmeskedik. Norris a pusztakezes küzdelemben diadalmaskodik Stone felett, Barry pedig megnyeri a fegyveres számot. A döntetlen miatt Barryre hárul a végső feladat teljesítése, melyet Stone választ ki, így a törésgyakorlat dönti el a versenyt. Mr. Lee felgyújtja a téglákat, melyeket Barrynek el kell törnie, így a fiú bizonyíthatja hősiességét és megnyeri a versenyszámot, valamint a viadalt is.
A torna után Barry köszönetet mond hősének, aki biztató szavakat intéz hozzá, majd nyomtalanul eltűnik. Egy fiatal, kerekesszékes fiú izgatottan talál rá az utcán Barry elhagyott Chuck Norris-magazinjára.

## Szereplők
| Szerep          | Színész            | Magyar hang      |
| --------------- | ------------------ | ---------------- |
| Barry Gabrewski | Jonathan Brandis   | Minárovits Péter |
| önmaga          | Chuck Norris       | Szerémi Zoltán   |
| Jerry Gabrewski | Beau Bridges       | Csankó Zoltán    |
| Mr. Lee         | Mako               | Cs. Németh Lajos |
| Kelly Stone     | Joe Piscopo        | Harsányi Gábor   |
| Lauren          | Danica McKellar    | Roatis Andrea    |
| Randy Cellini   | John Buchanan      |                  |
| Mr. Horn        | Richard Moll       |                  |
| Ms. Noreen Chan | Julia Nickson-Soul | Biró Anikó       |
| Mr. Mapes       | Gerrit Graham      |                  |
| punk            | Eric Norris        |                  |

## A film készítése
A film főszereplője és vezető producere, Chuck Norris egy houstoni drogellenes adománygyűjtésen találkozott Jim “Mattress Mac” McIngvale matracárussal. McIngvale érdeklődését fejezte ki a film iránt és beleegyezett, hogy anyagilag támogatja azt. A 8-10 millió dolláros gyártási költségek mellett McIngvale 6-7 millió dollárral hozzájárult a film reklámkampányához is. Ebbe beletartozott egy 8 perces filmelőzetes is, melyet összesen 2000, texasi és kaliforniai harcművészeti iskolában mutattak be.
A film forgatása 1991. november 18-án kezdődött, houstoni és Los Angeles-i helyszíneken. Norris és a stáb tagjai ágyak adományozásával segítették azokat, akiknek otthona az 1992-es Los Angeles-i zavargások során megsemmisült.

## Fogadtatás

### Bevételi adatok
Los Angelesben 1993. április 9-én debütált, 85 filmszínházban összesen 340 ezer dolláros bevételt termelt. A film sikerén felbuzdulva országszerte 1200 további moziban is műsorra tűzték. A Box Office Mojo adatai szerint a film Észak-Amerikában összesen 17,2 millió dolláros bevételt ért el.

### Kritikai visszhang
A film negatív kritikákat kapott. Roger Ebert négyből két csillagra értékelte a szerinte kedves, de kiszámítható történetet: úgy vélte, az túlzottan emlékeztet a pár évvel korábbi Karate kölyökre, Mako alakítását viszont dicsérte. A The Austin Chronicle és a Film Inquiry kritikusai szintén a Karate Kölyök utánzatának érezték a filmet, előbbi Eberthez hasonlóan méltatta Makót, mint az „egyetlen, bármiféle karizmával rendelkező személyt az egész filmben”.

## Fordítás
- Ez a szócikk részben vagy egészben  a   Sidekicks (1992 film) című angol Wikipédia-szócikk ezen változatának fordításán alapul.  Az eredeti cikk szerkesztőit annak laptörténete sorolja fel. Ez a jelzés csupán a megfogalmazás eredetét és a szerzői jogokat jelzi, nem szolgál a cikkben szereplő információk forrásmegjelöléseként.